# Plautus

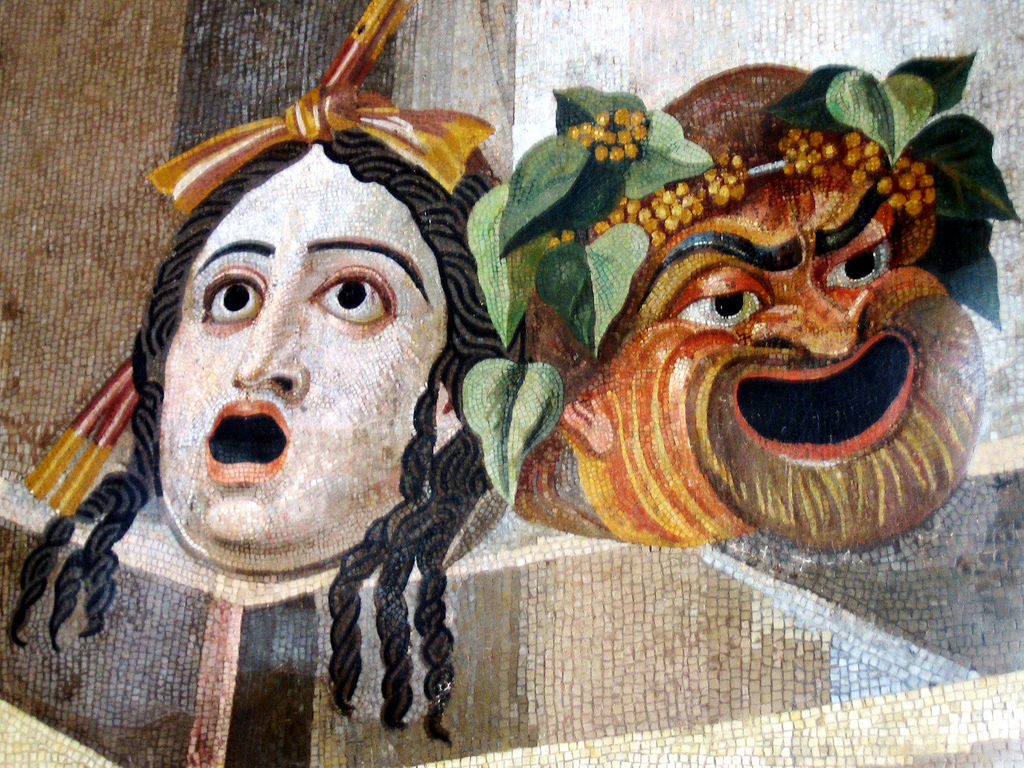
A Hadrianus-villa tragikus és komikus álarcot ábrázoló mozaikja

Titus Maccius Plautus római köztársaságbeli komédiaszerző volt. Nem tudjuk, mettől meddig élt pontosan (i. e. 254 körül – i. e. 184 körül), csak azt, hogy műveit először i. e. 205 és i. e. 184 körül adták elő. 21 darabja maradt fent.

## Élete, művei
Plautus komédiái a latin irodalom legkorábbi egészben fennmaradt művei, a szüzséket főként a görög újkomédia szerzői, legtöbbet Menandrosz darabjai szolgáltatták. A karakterek általában hangsúlyozottan görög színeken jelennek meg, görög díszletekkel, illetve még pontosabban olyan körülmények között, amit egy római görögnek képzelhetett. Az idegen díszletek közé állított hazabeszélő társadalomkritika teljességgel nyilvánvaló a darabokban. Legtipikusabb figurája az okos rabszolga, aki gazdáját manipulálja. Ez a tény aláássa egyes elképzeléseinket a római társadalom társadalmi normáiról.
Páratlan nyelvmester volt, színművei ma az archaikus irodalom korának római nyelvét a leggazdagabban bemutató kincsesbánya. Plautus munkássága sok későbbi színműírónak ötleteket adott, William Shakespeare-nek, Molière-nek, Lessingnek és másoknak. Komédiái szolgálnak alapul egy 1962-es musicalnek (Különös dolog történt a fórum felé vezető úton).
Plautus rendkívüli népszerűsége folytán halála után számos kortárs szerző terjesztette darabjait a neve alatt, így a „plautusi művek” száma idővel 121-re növekedett. Marcus Terentius Varro vállalkozott arra, hogy rendet tesz a zűrzavarban, alapos vizsgálódás után 21-et ítélt hitelesnek, és ezek maradtak aztán meg az utókorra, a legfontosabbak: Poenulus, Amphitryon, Captivi, Persa, Miles Gloriosus (A hetvenkedő katona), Aulularia, Trinummus, Rudens, Mercator, Curculio, Stichus, Menaechmi, Mostellaria, (Kísértetek) és Asinaria. Több műve Diphilosz munkáin alapul.

## Magyar fordítói
- Csiky Gergely
- Devecseri Gábor
- Térey János

## Magyarul
- Két komédia; ford. Kovásznai Sándor / Plautus: Mostellaria vagy A kisértetről / Terentius: Andria vagy Az andrusi leány; Református Collegium Ny., Kolozsvár, 1782
- Plautus Mosteláriája és Terentius Andriája. Kovásznai Sándor által; Burián Ny., Kolozsvár, 1836
- A kincs. Vígjáték; ford., jegyz. Csiky Gergely; Pfeifer, Bp., 1885
- A foglyok. Vígjáték; ford. Csiky Gergely; Pfeifer, Bp., 1885
- Plautus vígjátékai, 1-4.; ford. Csiky Gergely; Kisfaludy Társaság, Bp., 1885
- Három ezüst pénz. Comoedia; prózaford. Danielovics Kálmán; Lampel, Bp., 1885 (Ó-kori klassikusok. Római remekírók magyar fordításban)
- Captivi. A foglyok. Vígjáték; ford. Benkő István; Nemzeti Sajtóvállalat, Szeged, 1928
- Captivi, 1-3.; ford., jegyz. Waczulik László; Aczél, Bp., 1929
- A hetvenkedő katona / Három ezüst; ford. Devecseri Gábor, a bev. Huszti József; Parthenon, Bp., 1942 (A Parthenon kétnyelvű klasszikusai)
- A hetvenkedő katona. Komédia; ford. Devecseri Gábor; Budapest Irodalmi Intézet, Bp., 1948 (Új könyvtár)
- Plautus, Terentius: Római vígjátékok; ford. Devecseri Gábor, Kárpáty Csilla, bev. Kovács Endre; Európa, Bp., 1961 (A világirodalom klasszikusai)
- Amphitruo. Zenés vígjáték; ford., kieg. Devecseri Gábor; Savaria Múzeum, Szombathely 1963 (A Savaria Múzeum közleményei)
- A hetvenkedő katona. Miles Gloriosus. Vígjáték; ford. Devecseri Gábor, utószó Oláh Tibor; Irodalmi, Bukarest, 1966
- Titus Maccius Plautus vígjátékai, 1-2.; ford. Devecseri Gábor, kéziratból sajtó alá rend. Szilágyi János György; Magyar Helikon, Bp., 1977 (Devecseri Gábor művei)
- A hetvenkedő katona; ford. Devecseri Gábor, szerk. Gáspár Ferenc; Marfa-Mediterrán, Bp., 1999
- Hét komédia; ford. Eiler Tamás et al.; Corvina, Bp., 2023

## Szakirodalom
- Falus Róbert: Apollón lantja. A görög-római irodalom kistükre, Budapest, Móra Ferenc Könyvkiadó, 1982. ISBN 963-11-3181-5
- Falus Róbert: A római irodalom története, Budapest, Gondolat, 1970.
- Dér Katalin: Plautus világa, Budapest, Európa, 1989. (Írók világa.) ISBN 963-074710-3
- Sebestyén Károly: A római irodalom története – szemelvényekkel magyar írók latin műfordításaiból, Lampel Róbert (Wodianer F. és Fiai) Cs. és Kir. Udvari Könyvkereskedés Kiadása, 1902, 22–25. o.
- Leffler Sámuel: Római irodalomtörténet – A középiskolák felsőbb osztályai számára és a művelt közönség használatára, Lampel Róbert (Wodianer F. és Fiai) Cs. és Kir. könyvkereskedése, Budapest, 1903, 32–35. o.